# Elatostema nanchuanense
Elatostema nanchuanense är en nässelväxtart som beskrevs av Wen Tsai Wang. Elatostema nanchuanense ingår i släktet Elatostema och familjen nässelväxter.

## Underarter
Arten delas in i följande underarter:
- E. n. brachyceras
- E. n. calciferum
- E. n. nigribracteolatum
- E. n. scleroceras